# Ginia Bellafante
Ginia Bellafante (nacida el 31 de marzo de 1965) es una crítica y columnista estadounidense de The New York Times.

## Carrera
Bellafante trabajó en Time, como reportera sénior cubriendo moda, hasta 1999. Luego se unió a The New York Times como crítica de moda y luego trabajó como crítica de televisión antes de unirse a la sección Metropolitan que cubre la ciudad de Nueva York. En 2011, comenzó a escribir «Big City», «una columna semanal dedicada a la vida, la cultura, la política y las políticas en la ciudad de Nueva York».

## Crítica
Varias de las críticas y reseñas de Bellafante han sido sujeto a su vez de críticas.
En 1998, Bellafante escribió un artículo de portada para Time, Is Feminism Dead? («¿Está muerto el feminismo?»), afirmando que las jóvenes feministas se preocupan principalmente por «sus cuerpos» y «ellas mismas». La historia fue criticada por Erica Jong de The New York Observer, quien dijo: «La idiota portada de Time sobre el feminismo es, en resumen, un síntoma de lo que está mal, no un análisis». Janelle Brown de Salon lo llamó «mal pensado».
La reseña de Bellafante en The New York Times en 2011 sobre Game of Thrones fue criticada por algunos como sexista por sugerir que sólo el contenido sexual podría motivar a las mujeres a ver una historia de fantasía compleja.
En abril de 2020, Bellafante fue criticada por vincular la cobertura de COVID-19 de Fox News y, en particular, de Sean Hannity, con la muerte de un hombre de Nueva York. El hombre había contraído el virus mientras estaba en un crucero, que decidió tomar después de observar medios de comunicación que restaban importancia a la amenaza del virus. Algunos consideraron que varias partes de la historia eran engañosas; en particular, los comentarios de Hannity informados en el artículo se hicieron después de que el crucero ya había comenzado. La propia Bellafante también había restado importancia al virus dos meses antes, en febrero, diciendo que no entendía por qué la gente no viajaba a China.

## Personal
Bellafante es nativa de Long Island y vive en la ciudad de Nueva York con su esposo y su hijo.